# Министерство экономики и финансов Франции
Министерство экономики и финансов Франции (фр. Ministère de l'Économie et des Finances; по названию здания, где располагается министерство — Берси (фр. Bercy))— ранее Министерство экономики, финансов и промышленности (ministère de l'Économie, des Finances et de l’Industrie, кратко MINEFI или Берси). Здание располагается в одноимённом районе 12-го округа Парижа на правом берегу Сены. До возведения здания «пакетбота» в 1989 году, министерство располагалось в луврском крыле Ришельё, но по решению Франсуа Миттерана, организовавшего проект (фр.) «Большого Лувра» (фр.), переехало в это современно-монументальное здание квартала Берси.
18 мая 2007 года решением нового премьер-министра Франсуа Фийона единое министерство было поделено на два, занимающихся финансами страны:
- Министерство бюджета, государственных счетов и гражданской администрации (ministère du Budget, des Comptes publics et de la Fonction publique)
- Министерство экономики, промышленности и занятости (ministère de l'Économie, de l’Industrie et de l’Emploi)

Длина здания — 360 м. Внутри работают 6 тыс. государственных служащих.

## См. также

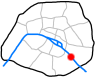